# Simpsoncalifragilisticexpiala(Annoyed Grunt)cious
"Simpsoncalifragilisticexpiala(Annoyed Grunt)cious", även känt som "Simpsoncalifragilisticexpiala(D'oh!)cious" är avsnitt 13 från säsong åtta av Simpsons och sändes på Fox den 7 februari 1997. I avsnittet börjar Marge tappa håret av stress så familjen anställer en barnflicka, Shary Bobbins som gör livet lättare för familjen. Avsnittet regisserades av Chuck Sheetz och skrevs av avsnittets exekutiva producenter Al Jean och Mike Reiss. Alf Clausen nominerades till en Emmy Award för "Outstanding Music Direction" för hans arbete med avsnittet.

## Handling
Marge börjar tappa håret och besöker Dr. Hibbert för att hitta orsaken och det visar sig att stress ligger bakom det. För att Marge ska slappna av anställer familjen en barnflicka men hittar ingen som passar dem. Bart och Lisa skriver då en sång om hur de vill att deras barnflicka ska vara och sången hörs av Shary Bobbins som besöker familjen, svävande genom luften med ett paraply, och får jobbet. Shary Bobbins blir en stor hjälp för familjen Simpson, en av hennes metoder för att göra livet lättare är att sjunga och alltid vara positiv. Marge börjar må bättre och hennes hår blir som förut igen. Sharys jobb är då avslutat men precis då hon lämnar familjen återgår familjen Simpson till sitt gamla jag så hon får börja jobba där igen.
Familjen behandlar dock henne inte som förut, de har tappat intresset för hennes sånger och positiva inställning till allt. Detta får Shary att bli deprimerad och börja dricka. Familjen Simpson ser att Shary inte mår bra och säger åt henne att hon inte kan förändra familjen och att de trivs som de har det. Shary inser att hon inte kan hjälpa familjen mera och lämnar dem, genom att flyga iväg med sitt paraply. Lisa frågar Homer om de kommer att se henne igen och han lovar att de kommer att göra det. Men i samma ögonblick sugs Shary in i jetmotorn på ett passerande flygplan.

## Produktion
Avsnittet skrevs av avsnittets exekutiva producenter Al Jean och Mike Reiss som under tiden jobbade med Disney som gav dem tillstånd att arbeta med fyra avsnitt av Simpsons. Avsnittet regisserades av Chuck Sheetz. Idén till avsnitt presenterades av Al Jean flera år innan han började skriva manuset. När Al och Mike fick jobba som exekutiva producenter i fyra avsnitt under sitt arbete som Disney bestämde de sig för att göra avsnittet. Mike var från början skeptisk till avsnittet eftersom han ansåg att historien var löjlig och att avsnittet inte borde vara skrivet som en fantasihistoria, senare sa han dock att det är ett av de bästa avsnitten som han skrivit manuset till. "Simpsoncalifragilisticexpiala(Annoyed Grunt)cious" var vid den tiden det avsnittet som hade mest sångnummer i serien.
Jean ville ha många sånger för att göra ett kortare manus men ändå ha rätt längd på avsnittet, avsnittet blev dock lite för kort ändå, så de fick lägga till ett Itchy & Scratchy-avsnitt. En scen som innehöll en sång klipptes bort, i den scenen besökte Shary Patty och Selma Bouvier med barnen och de sjöng "We Love to Smoke" som en parodi på "I Love to Laugh". Låten togs bort eftersom det inte ansåg att den var tillräckligt bra men togs med som extra material på DVD-boxen för säsongen och i albumet Go Simpsonic with The Simpsons. I slutet av sången sjunger inte Homer utan bara dansar eftersom Dan Castellaneta inte var med på inspelningen av sången. Många scener fick animeras av Eric Stefani eftersom han jobbat med No Doubt, och var duktig på animering av musikalnummer.
Julie Andrews var från början tänkt som rösten för Shary Bobbins, men efter att producenterna lät Maggie Roswell läsa replikerna lät de henne få rösten. Quentin Tarantino tillfrågades att gästskådespela som sig själv men han ville inte, så de lät Dan Castellaneta göra hans röst.

## Kulturella referenser
Avsnittet är till en stor del en parodi på Mary Poppins. Titeln är en parodi på "Supercalifragilisticexpialidocious". Sånger som parodieras i avsnittet är "The Perfect Nanny", "The Life I Lead", "A Spoonful of Sugar" och "Feed the Birds". Då Marge börjar tappa håret spelar man upp låten The Cowsills version av "Hair". Under en anställningsintervju med en barnflicka berättar Homer för Marge att damen är en utklädd till en man efter att han sett henne i Välkommen Mrs. Doubtfire. Då man får se vad Homer har i sin hjärna är scenen en parodi på Musse Pigg som Ångbåtskalle och innehåller sången "Turkey in the Straw". När Shary går med barnen genom parken sjunger Vaktmästare Willie en coverversion av sången "Maniac". Itchy & Scratchy-avsnittet, "Reservoir Cats", är en parodi på en scen i De hänsynslösa, i slutet dansar Itchy och Scratchy en dans från Pulp Fiction. När Shary Bobbins och Barney Gumble är fulla sjunger de "Margaritaville".

## Mottagande
Avsnittet hamnade på plats 38 över mest sedda program under veckan med en Nielsen ratings på 8,8, vilket ger 8,5 miljoner hushåll och det tredje mest sedda programmet på Fox under veckan. Alf Clausen nominerades till en Emmy Award för "Outstanding Music Direction" för sitt arbete med avsnittet. Flera av låtarna finns utgivna i albumet Go Simpsonic with The Simpsons.